# Шерууд Роуланд
 Франк Шерууд Роуланд (на английски: Frank Sherwood Rowland) е американски химик, лауреат на Нобелова награда за химия от 1995 г. Изследванията му засягат атмосферната химия и химичната кинетика. Най-известното му откритие е, че хлорофлуоровъглеродите допринасят за изтъняването на озоновия слой. Преподава в Калифорнийския университет, Ървайн.

## Ранен живот и образование
Роуланд е роден в Делауеър, Охайо на 28 юни 1927 г. Получава образованието си от публични училища и успява да завърши средното си образование малко преди 16-ия си рожден ден. През летните ваканции му е поверено да се занимава с местната метеорологична станция. Това е първата среща на Роуланд със систематичните опити и събиране на данни. След като постъпва в Охайския уеслиански университет, Роуланд почти го завършва за 18-ия си рожден ден, когато постъпва във военноморски сили, за да обучава радисти. След 14 месеца е освободен от служба. След това се записва в Чикагския университет, където под менторството на Уилард Либи започва да изучава радиохимия. Дипломната му работа засяга химичното състояние на радиоактивни бромни атоми, създадени с циклотрон. През 1948 г. получава бакалавърска степен от Охайския уеслиански университет, през 1951 г. получава магистърска степен от Чикагския университет, а през 1952 г. пак оттам получава и докторска степен.

## Научна дейност
Роуланд работи в Принстънския университет (1952 – 1956) и в Канзаския университет (1956 – 1964), преди да стане пълноправен професор по химия в Калифорнийския университет, Ървайн през 1964 г. Там в началото на 1970-те години той започва да си сътрудничи с Марио Молина. През 1978 г. Роуланд е избран за член на Националната академия на науките на САЩ, а през 1993 г. служи като президент на Американската асоциация за напредък на науката. Става известен най-вече с откритието си, че хлорофлуоровъглеродите допринасят за изтъняването на озоновия слой. Той предлага теорията, че изкуствено създадените органични съединения се комбинират със слънчевата радиация и се разлагат в стратосферата, отделяйки атоми хлор и хлорен моноксид, които са способни да унищожат голям брой озонови молекули. Изследванията на Роуланд, първоначално публикувани в списание Нейчър през 1974 г., пораждат научно разследване на проблема. През 1978 г. в САЩ е издадена първата забрана на аерозолите, съдържащи хлорофлуоровъглероди. Все пак, глобална политика на регулиране на тези газове е въведена едва през 1980-те години.
Роуланд провежда много измервания на атмосферата. В хода на един от експериментите си, Роуланд установява, че CCl3F се премества бързо от едно полукълбо към друго. Роуланд и колегите му дискутират проблема с обществото и политиците, предлагайки различни решения, предполагащи понижение на CFC емисиите. Тези емисии са регулирани за пръв път в Канада, САЩ, Швеция и Норвегия.

## Смърт
Шерууд Роуланд умира на 10 март 2012 г. след усложнения от болестта на Паркинсон.